# تيم إيكولز
تيم إيكولز هو سياسي أمريكي، ولد في 1 نوفمبر 1960 في مقاطعة كلايتون في الولايات المتحدة. نشط حزبياً في الحزب الجمهوري.